# Caeruleuptychia urania
Espèce
Caeruleuptychia urania est une espèce de papillons de la famille des Nymphalidae et de la sous-famille des Satyrinae et du genre Caeruleuptychia.

## Dénomination
Caeruleuptychia urania a été décrit par l'entomologiste Arthur Gardiner Butler en 1867, sous le nom initial d' Euptychia urania.

## Écologie et distribution
Caeruleuptychia urania est présent au Brésil.

### Protection
Pas de statut de protection particulier